# Silvia Schuster
Silvia Schuster (* 20. Dezember 1952) ist eine deutsche Juristin und war von 2000 bis 2018 Richterin am Bundesfinanzhof. Von 2016 bis zu ihrem Ruhestand war sie dessen Vizepräsidentin und erste Frau in diesem Amt.

## Berufliche Karriere
Nach dem Studium der Rechtswissenschaften in München fand Schuster 1978 eine Anstellung beim Bayerischen Staatsministerium der Finanzen. Anschließend wechselte sie für zweieinhalb Jahre in die Bayerische Staatskanzlei. Zwischen 1985 und März 1989 war Schuster als Sachgebietsleiterin an den Finanzämtern Starnberg und München I tätig. Es folgte eine Rückkehr ins Bayerische Staatsministerium der Finanzen, wo Schuster über zehn Jahre als Referatsleiterin in der Steuerabteilung tätig war.
Am 7. September 2000 wurde Silvia Schuster zur Richterin am Bundesfinanzhof berufen. Sie wurde dem X. Senat zugewiesen, der vor allem für die Besteuerung von Einzelgewerbetreibenden, für Sonderausgaben und für die Rentenbesteuerung zuständig war. Zum 24. August 2011 wurde Schuster zur Vorsitzenden Richterin ernannt und leitete fortan den VII. Senat. Zwei Jahre später kehrte sie zum X. Senat als Vorsitzende zurück und leitete diesen bis 2016. Zum 1. April 2016 wurde Schuster zur Vizepräsidentin des Bundesfinanzhofes ernannt. Vorausgegangen war dieser Ernennung allerdings eine monatelange Vakanz, da Schusters Vorgänger Hermann-Ulrich Viskorf bereits Ende Juli 2015 in den Ruhestand getreten war. Konkurrentenklagen um Senatsvorsitze hatten das Ernennungsverfahren verzögert.
Am 30. Juni 2018 trat Schuster in den Ruhestand.

## Publikationen
- Der Grundfreibetrag zusammenveranlagter Ehegatten ist verfassungsgemäß. In: NWB Steuer- und Wirtschaftsrecht. Band 6, 8. Februar 2010, S. 139-139 (nwb.de).
- Der Grundfreibetrag zusammenveranlagter Ehegatten ist verfassungsgemäß: BFH, Urteil v. 18. 11. 2009 - X R 34/07. In: NWB Steuer- und Wirtschaftsrecht. Band 6, 8. Februar 2010, S. 422–424 (nwb.de).
- Vermögensübergabe gegen Versorgungsleistungen. In: NWB Steuer- und Wirtschaftsrecht. Band 18, 2. Mai 2011, S. 540-540 (nwb.de).
- Vermögensübergabe gegen Versorgungsleistungen. In: NWB Steuer- und Wirtschaftsrecht. Band 18, 2. Mai 2011, S. 1510-1510 (nwb.de).
- Vermögensübergabe gegen Versorgungsleistungen: Reduzierung bzw. Aussetzung der Versorgungsleistungen. In: NWB Steuer- und Wirtschaftsrecht. Band 18, 2. Mai 2011, S. 1533–1537 (nwb.de).